# 애월진성
애월진성(涯月鎭城)은 제주특별자치도 제주시 애월읍 애월리 1736번지에 있는 조선시대의 방어유적이다. 2015년 8월 7일 제주특별자치도의 향토유산 제19호로 지정되었다.

## 지정 사유
애월진성의 남측성벽은 일부 복원되었으나 북측성벽은 바다와 접하여 원형을 그대로 보존하고 있을 뿐 아니라 미석, 총안, 회곽도, 여장 등이 남아 있어 당시 해안성의 방어성격을 파악할 수 있는 중요한 기초자료가 되므로 향토유산으로 지정하여 보존할 가치가 있다.